# Rosario Parmegiani
Rosario Parmegiani (né le 12 mars 1937 à Naples et mort le 13 juin 2019 à Gênes) est un joueur de water-polo italien, champion olympique en 1960 à Rome.